# Vojkovskaja

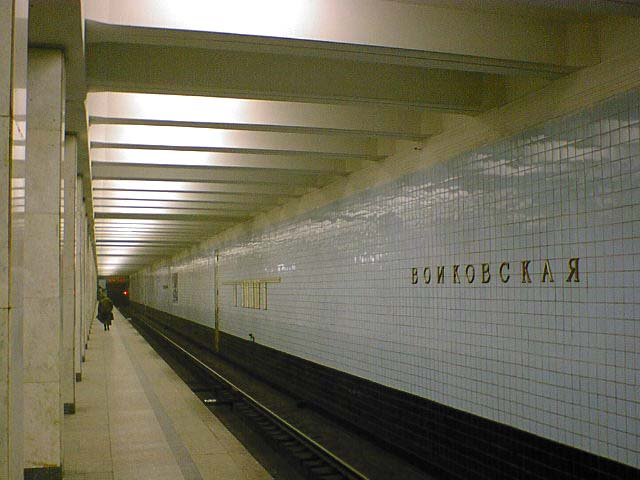

Vojkovskaja (ryska: Войковская) är en tunnelbanestation på Zamoskvoretskajalinjen i Moskvas tunnelbana. 
Tillsammans med stationerna Vodnij Stadion och Retjnoj Vokzal norrut öppnades den i december 1964 som en del i en tre stationers förlängning av linjen. Alla tre stationerna är byggda i samma stil, enligt den standardiserade tre-spanns pelardesignen som användes under 1960-talet för att spara pengar. 
Stationen är namngiven efter den revolutionäre sovjetdiplomaten Pjotr Vojkov vars delaktighet i avrättningen av den sista tsarfamiljen har lett till att ryska ortodoxa grupper har krävt att stationen ska byta namn.